# Gorka Gerrikagoitia
Gorka Gerrikagoitia Arrien, né le 7 décembre 1973 à Guernica, est un ancien coureur cycliste et directeur sportif espagnol. Coureur professionnel de 1998 à 2003 au sein de l'équipe Euskaltel-Euskadi, il est directeur sportif de cette équipe de 2004 à 2013. Depuis 2022, il occupe ce poste au sein de la Cofidis.

## Palmarès
- 1996
  - Oñati Saria
  - 3e du Mémorial Rodríguez Inguanzo
- 1997
  - Clásica Memorial Txuma
- 2003
  - 3e de la Classique d'Ordizia
  - 6e de la Classique de Saint-Sébastien

## Résultats sur les grands tours

### Tour d'Espagne
4 participations
- 2000 : 66e
- 2001 : 101e
- 2002 : 107e
- 2003 : Non-partant (18e étape)